# Моллюго
Моллюго (лат. Mollugo) — род цветковых растений семейства Моллюгиновые (Molluginaceae). Произрастают в тропическом, субтропическом поясах и в тёплых зона умеренного пояса. В России встречается единственный вид Моллюго маленькая, обнаруженный на песчаных грунтах в Среднем Поволжье.
Плод — коробочка с сутурально-дорсальным способом вскрывания.

## Виды
По информации базы данных The Plant List, род включает 18 видов:
- Mollugo angustifolia M.G.Gilbert & Thulin
- Mollugo caespitosa Scott-Elliot
- Mollugo cerviana (L.) Ser. — Моллюго маленькая
- Mollugo crockeri Howell
- Mollugo decandra Scott-Elliot
- Mollugo flavescens Andersson
- Mollugo floriana (B.L.Rob.) Howell
- Mollugo fragilis Wawra
- Mollugo namaquensis Bolus
- Mollugo nudicaulis Lam.
- Mollugo pentaphylla L.
- Mollugo pinosia Urb.
- Mollugo pusilla Adamson
- Mollugo snodgrassii B.L.Rob.
- Mollugo stricta L.
- Mollugo tenella Bolus
- Mollugo verticillata L.
- Mollugo walteri Friedr.